# Слепцов, Олег Семёнович
Олег Семёнович Слепцов (род. 18 января 1958, Харьков) — архитектор, музыкант, художник. Доктор архитектуры (1999), профессор (2002), лауреат Государственной премии Украины в области архитектуры (2000), Народный архитектор Украины (2019). Заслуженный архитектор Украины (2008). Профессор, член-корреспондент Международной академии архитектуры в Москве (2013). С 14.09.2021 — президент Украинской академии архитектуры.

## Биография
Олег Семёнович Слепцов родился 18 января 1958 года в Харькове. Праправнук Козловского Михаила Александровича.
В 1980 году закончил архитектурный факультет Киевского инженерно-строительного института. Работал в научном отделении КиевЗНИИЭП. В 1992 году стал генеральным директором Научно-проектного архитектурного бюро «ЛИЦЕНЗиАРХ». В 2000 году защитил докторскую степень по архитектуре, с 2002 года — профессор. В 2000 году стал лауреатом Государственной премии в области архитектуры, а также академиком Украинской академии архитектуры. С 2008 года — заслуженный архитектор Украины, с 2019 года — народный архитектор Украины. С 2010 года — заведующий кафедрой Основ архитектуры и архитектурного проектирования в Киевском Национальном университете строительства и архитектуры.

### Архитектура
Автор около более 250 проектов жилищно-общественного назначения более чем в 45 городах и населенных пунктах на Украине и за её пределами, в Объединённых Арабских Эмиратах (Дубай), Португалии (о. Мадейра) и др. странах. Избранные проекты:
- Привокзальная площадь, станция СимферопольЦентр духовной культуры «Вселенная». Луганск. (Проектирование — 2012 г.);
- Учебно-воспитательный комплекс. Школа на 22 класса, детсад на 4 группы. Киев. (Проектирование — 2012 г.);
- Дом Труда (реконструкция). Киев, ул. Глубочицкая. (Проектирование — 2010 г.);
- Резиденции Kempinski Palm Jumeirah. Дубай, ОАЭ. (Проектирование — 2004—2007 гг. Реализация — 2007—2012 гг.);
- Реконструкция Привокзальной площади. Симферополь. (Проектирование — 2011 г.);
- Спасо-Преображенский храм. Свято-Борисоглебский женский монастырь, с. Водяное Харьковской области. (Проектирование — 2011 г. Реализация: с 2011 г.);
- Жилой комплекс средней этажности. м. Вишневое, Киевской области. (Проектирование — 2009 г.);
- Мультицентр «Оболонское круг». Киев, ул. героев Днепра. (Проектирование — 2007 г.);
- Въездной комплекс «Отель-мост». Киев. (Проектирование — 2007 г.);
- Жилой комплекс с подземным паркингом. Киев, ул. Копыленко, 4. (Проектирование — 2001—2002. Реализация — 2004—2007 гг.);
- Офисный центр с автосалоном «крейсеров соната». Киев, ул . Электриков, 18. (Проектирование — 2005 г.);
- Коттедж в мегаполисе. Проектирование — 2004—2005 гг. Реализация — 2006—2008 гг.);
- Усадьба в заповедном лесу. (Проектирование — 2006 г. Реализация — 2006—2007 гг.);
- Гимназия новейших биотехнологий (реконструкция типовой школы). Киев, ул. Курская[укр.], 12. Проектирование — 2004—2005. Реализация — 2005—2006 гг.);
- Карпатский терем. (Проектирование — 2003 г. Реализация — 2004—2007 гг.)
- Вилла на Днепре композитора Александр Злотник. (Проектирование — 2002 г. Строительство: 2003—2005 гг.);
- Международный университет «Украина» (реконструкция). Киев, ул. Крамского, 10. (Проектирование с 2001 г. Реализация с 2003 г.);
- Открытый международный университет развития человека «Украина», улица Львовская 23;
- Торговый комплекс «Андреевский дом». Тернополь, ул. Сагайдачного, 11. (Проектирование — 1998—1999 гг. Реализация — 2000—2001 гг.);
- Храм Апостолов Петра и Павла. Киев, Берковцы, ул. Стеценко, 18. (Проектирование — 2000—2009 гг. Реализация с 2003 г.);
- Общественный центр «Европейские ворота». Киев, пересечение проспект Победы и проспект Палладина. (Проектирование с 1996 г.);
- Храмовый комплекс Иконы божьей матери «Живоносный источник» (реконструкция). Киев, ул. Симиренко, 12. (Проектирование — 1996—2009 гг. Реализация с 1997 г.);
- Храм Живоносного Источника, улица Симиренко, 12;
- Гимназия № 177, улица Курская, 12.

### Музыка
Олег Семёнович пишет и исполняет свои песни, выпустил сборник песен «Мелодии души» (2004) и музыкальные альбомы «Бег мой» (1988), «Музыка» (2001), «Поэзия любви» (2003), «Песнь любви», «В добрый час» (2004), видеоклип «Киев мой» (2004), фильмы-концерты «Мелодии души» (2004), «Мелодии художника» (2005), видеоклип «Матуся» (2009), видеоклип «Старое кино» (2010) в формате DVD.
Лауреат Международного музыкального фестиваля «Шлягер года» (2004, 2005, 2006). В 2006 году состоялись сольные концерты Олега Семёновича в сопровождении камерного эстрадно-симфонического оркестра в Международном центре культуры и искусства Федерации профсоюзов Украины — «Мелодии души», в Национальном дворце искусств «Украина» — «Мелодии художника».

### Гобелены
Занимается ручным ткачеством (созданием гобеленов). Работы выставлялись на 28 (23 персональных выставках) Киев, 1983, 1985, 1987, 1988, 2002, 2004, 2005, 2006, 2006, 2007, 2008; Славутич, 1989, Тернополь, 2001; Ивано-Франковск, 2001; Каменец-Подольский, 2002; Чернигов, 2003; Черкассы, 2003, 2004, 2008; Чигирин, 2004; Харьков, 2008; Одесса, 2009; Южный, 2010; Хуст, 2010; Ужгород, 2010; Мукачево 2011; Симферополь, 2012.
Художественные произведения находятся в ряде музеев, среди них: Национальный заповедник «София Киевская», Черкасский областной художественный музей, Картинная Галерея Каменца-Подольского Государственного исторического музея-заповедника, Черниговская Галерея современного искусства «Пласт-Арт», частные коллекции и за рубежом.

## Публикации
Издал более 70 научных работ.
- Слепцов О. Архитектура православного храма: От замысла к воплощению. — К., 2012. — 552 с.
- Слєпцов О. Архітектура сучасної школи: Ґімназія новітніх біотехнологій. — К., 2011. — 124 с.
- Слєпцов О. Архітектура цивільних будівель: Індустріалізація. — К., 2010. — 248 с.
- Гобелени. Художник Олег Слєпцов. Набори листівок (укр., англ.). — К., 2010; 2012.
- Олег Слєпцов: Архитектор. Художник. Музыкант. — К., 2008. — 324 с.
- Слепцов О. Мелодии души: Песни. Нотный сборник / Авторские иллюстрации Олега Слепцова и Ксюши Слепцовой. — К., 2004. — 224 с.
- Архитектурно-конструктивные системы гражданских зданий. В. И. Ежов, О. С. Слепцов, Е. В. Гусева / Под ред. В. И. Ежова. — К., 1998. — 328 с.
- Містобудівні комплекси малоповерхових секційних каркасних житлових будинків з підвищеною комфортністю проживання на основі існуючої індустріальної бази. Наукові керівники: Слєпцов О. С., Дубінський Ю. М. — К., 1996. — 66 с.
- «Градостроительные комплексы малоэтажных секционных каркасных домов с повышенной комфортностью проживания на основе существующей индустриальной базы» (в соавторстве).

## Музыкальные альбомы
- «Бег мой» (1998)
- «Музыка» (2001)
- «Поэзия любви» (2003)
- «Песнь любви» (2004)
- «В добрый час»(2004)
- «Мелодии души» (2004)
- «Мелодии художника» (2004)
- Фильм-концерт «Мелодии души» (2004)
- Фильм-концерт «Мелодии художника» (2005)
- Сольный концерт в сопровождении камерного эстрадно-симфонического оркестра в Международном центре культуры и искусства «Октябрьский дворец» — «Мелодии души» (2006)
- Сольный концерт в сопровождении камерного эстрадно-симфонического оркестра в Национальном дворце искусств «Украина» — «Мелодии художника» (2006)

## Награды
- Народный архитектор Украины (2019).
- Заслуженный архитектор Украины (2008).
- Государственная премия Украины в области архитектуры (2000).
- Орден Святого Равноапостольного князя Владимира Великого III степени УПЦ КП.
- Орден Святого Николая Чудотворца УПЦ КП.
- Лауреат Международного музыкального фестиваля «Шлягер года» — исполнитель собственных песен.

## Членства
- Член Национального союза архитекторов Украины (НСАУ).
- Член президентского совета НСАУ. Действительный член (2000) и член президиума Украинской академии архитектуры.
- Иностранный член РААСН (2018[5]).

## Персональные выставки
- Выставка во дворце «Юность Буковины» в Черновцах[6].

## Патенты
- Сборный железобетонный каркас. (Патент № 1031)
- Сборная лестничная клетка. (Патент № 1032)
- Здание или сооружение. (Патент № 1033)
- Железобетонный каркас зданий или сооружений. (Патент № 1034)
- Деформационный шов здания. (Патент № 15725)
- Перекрытие деформационного шва (Патент № 10631)
- Деформационный шов здания. (Патент № 8177)